# Runaway (Del-Shannon-Lied)
Runaway ist ein 1960 von Del Shannon und Max Crook geschriebenes Lied, das in der Version von Del Shannon ein internationaler Hit und ein Nummer-eins-Hit in den Billboard Hot 100 wurde. In den Niederlanden kam das Lied auf Platz 2 der Charts. Es wurde 2004 von der US-Musikzeitschrift Rolling Stone auf Platz 466 der 500 Greatest Songs of All Time gewählt.

## Hintergrund
Der Sänger und Gitarrist Del Shannon und der Keyboarder Max Crook (1936–2020) spielten zusammen in einer Band, die 1960 einen Plattenvertrag gewann. Crook hatte zu dieser Zeit ein auf der Clavioline basierendes Instrument, das Musitron, erfunden. Nachdem die ersten Aufnahmen für den Plattenvertrag nicht besonders erfolgreich waren, wurden sie von ihrem Manager überredet, ein bereits früher geschriebenes Lied Little Runaway neu aufzunehmen und den charakteristischen Klang des Musitrons in den Vordergrund zu stellen. Das Lied wurde 1961 veröffentlicht und sofort ein großer Erfolg. Durch einen Auftritt der Band in der Show von Dick Clark, American Bandstand, erreichte das Lied schließlich den ersten Platz der US-amerikanischen Charts. Kurz darauf wurde das Lied auch ein Nummer-eins-Hit in den UK-Charts. Eine Neuaufnahme aus dem Jahr 1967 erreichte jedoch nicht die Billboard Hot 100. Im Jahr 1986 diente eine weitere Neuaufnahme als Titelmelodie für die US-Krimiserie Crime Story.
Das Lied wurde vielfach gecovert, unter anderem von den Traveling Wilburys, Elvis Presley, The McCoys, Bonnie Raitt, den Small Faces, Avenged Sevenfold (2017) und Queen + Paul Rodgers (2008). 1975 erreichte der Sänger Dave mit Vanina, einer frei übersetzten Variante, Platz eins in den französischen Charts.